# 介護サービス決済システム
介護サービス決済システム（かいごさーびすけっさいしすてむ）は、ビジテラスとソフトバンク・メイメント・サービス（ソフトバンクの100%子会社）が共同開発した介護事業者・老人ホーム運営者向けの介護サービス料のオンラインクレジット決済システムである。

## 特徴
- 介護施設や老人ホームの利用者は一度登録するとその後は自動的にクレジットカードによる後払い（ポストペイ）をすることができるので、銀行振込や現金払いは不要である。
- 利用者はクレジットカードが使用できるため、クレジットカードに付随するポイントサービスを受けることができる。
- 介護事業者や老人ホーム運営者は、利用者のサービス料の債権回収がクレジットカード会社によって担保されるため、直接の現金の受け渡しでの事故や残高不足による引き落とし不可に陥ることがない。
- また利用者のクレジットカードが利用可能かどうかを予め管理することもでき、システムを使用した売上を管理レポートによって確認することができる。
- ほとんどの介護施設が導入している国保連への伝送ソフトとの間でAPI連携することができるので、ITベンダーとの間で開発が進んでいる。
- 利用者はクレジットカードがないと利用することができない。
- 事前にクレジットカードの利用枠がないと、このシステムを利用することができないので、施設側はその他の方法で料金を徴収するしかない。
- メールアドレスがないと利用者のログイン情報が紛失した際に再発行までに時間がかかる。